# دوبوک (آیووا)
دوبوک (به انگلیسی: Dubuque) شهری در ایالت آیووا کشور ایالات متحده آمریکا است که جمعیت آن در سرشماری سال ۲۰۱۰ میلادی، ۵۷٬۶۳۷ نفر بوده‌است.

## نگارخانه

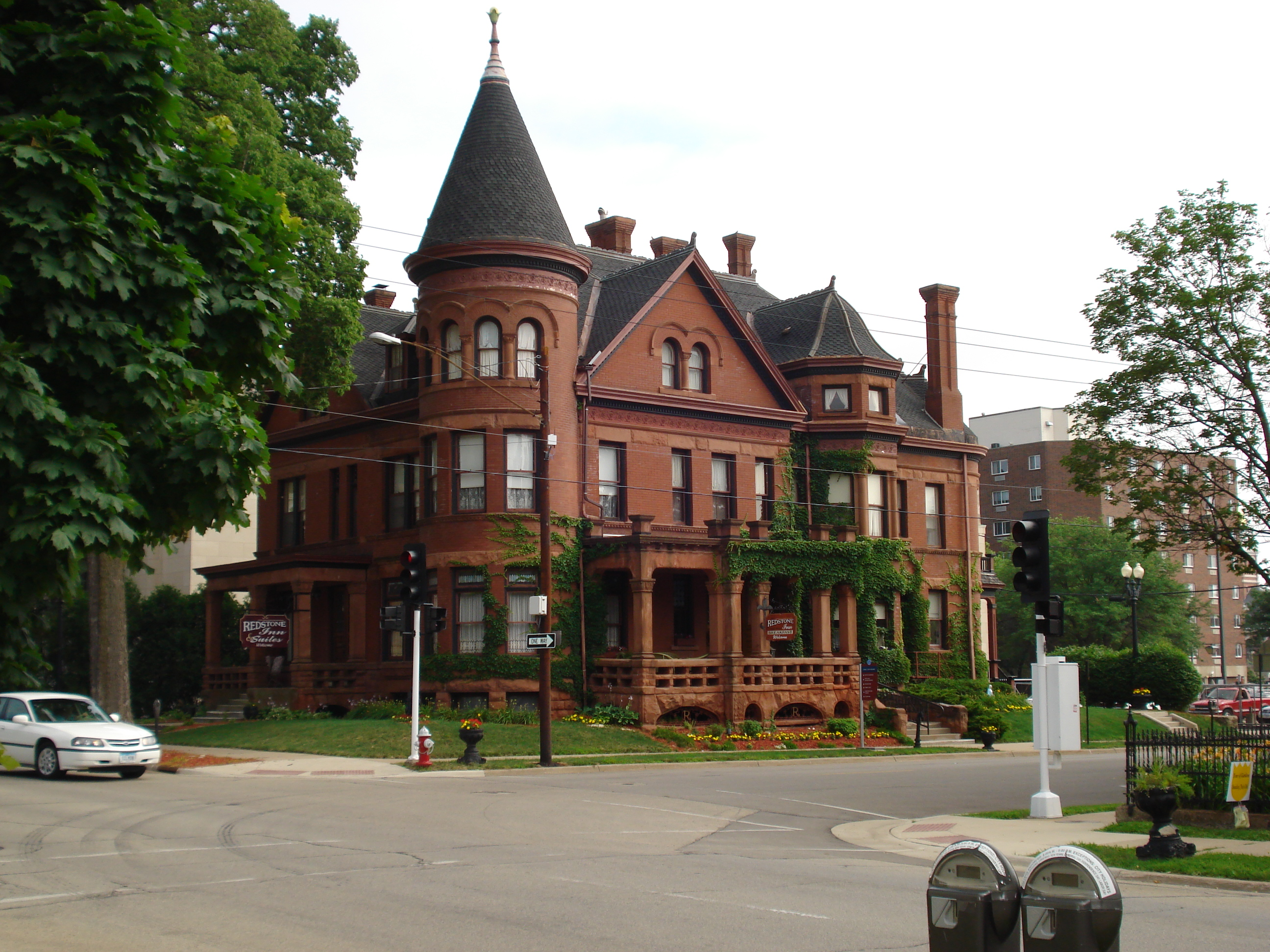
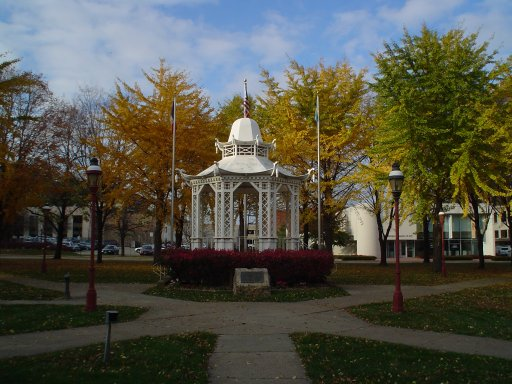

## موقعیت جغرافیایی
موقعیت جغرافیایی شهرها و مناطق اطراف به شرح زیر است: